# Calígula (obra de teatre)
Calígula (títol original en francès, Caligula) és una obra de teatre en quatre actes del dramaturg francès Albert Camus publicada el 1944.

## Argument
L'obra mostra a Calígula, emperador romà, destrossat per la mort de Drusil·la, la seva germana i amant. En l'obra, Calígula finalment trama el seu propi assassinat. (Històricament aquests esdeveniments van ocórrer el 24 de gener de l'any 41).
En paraules del mateix autor, en l'edició nord-americana de la seva obra de 1957, l'obra es resumeix en els següents termes:
Calígula, fins llavors príncep relativament amable, s'adona quan mor Drusila, la seva germana i el seu amant, que "els homes moren i […] no són feliços". Des de llavors, obsessionat amb la cerca de l'absolut, enverinat de menyspreu i horror, intenta exercir, a través de l'assassinat i la perversió sistemàtica de tots els valors, una llibertat que finalment descobreix que no és bona. Rebutja l'amistat i l'amor, la solidaritat humana senzilla, el ben i el mal. Pren la paraula els que li envolten, els empeny cap a la lògica, anivella tot el que està a la seva al voltant per la força de la seva negativa i per la fúria de la destrucció que condueix la seva passió per la vida.
Però, suposant que la veritat sigui rebel·lar-se contra la destinació, el seu error consisteix a negar als homes. No es pot destruir tot sense destruir-se a si mateix. Per això Calígula desallotja a tots els que li envolten i, fidel a la seva lògica, fa el necessari per armar a aquells que finalment l'assassinaran. Calígula és la història d'un suïcidi superior. És la història del més humà i més tràgic dels errors. Infidel als éssers humans a causa de l'excessiva lleialtat a un mateix, Calígula consent a morir després d'adonar-se que no es pot salvar sol i que ningú pot ser lliure si és en contra d'uns altres.

## Versions
La versió final de quatre actes, es va publicar en 1944, encara que existeix una versió anterior en tres actes, de 1941 (encara que no publicada fins a 1984), Les diferències entre ambdues registren l'efecte de la II Guerra Mundial sobre l'ànim de l'autor.

### En català
- Durant la tardor de 2017, se'n va presentar la versió dramatúrgica en català al Teatre Romea de Barcelona, en traducció de Borja Sitjà, i dramatúrgia i direcció de Mario Gas, protagonitzada per Pablo Derqui.[1]